# The Australian
The Australian та його суботнє видання, the Weekend Australian — це широкоформатна консервативна газета, що виходить в Австралії з понеділка по суботу щотижня з 14 липня 1964 року. Це єдина національна щодена газета, спрямована на загальну читацьку аудиторію в Австралії. У вересні 2019 року кількість її читачів становила 2 394 000, що на 4,4 % менше ніж у 2018 році.
The Australian видається медіаконгломератом News Corp Australia, що входить до складу медіакорпорації News Corp, яка також є власником єдиних щоденних газет у Брисбені, Аделаїді, Гобарті та Дарвіні, та найбільш розповсюджених столичних щоденних газет Сіднея та Мельбурна. Головою та засновником News Corp є медіамагнат Руперт Мердок.
The Australian інтегрує контент із закордонних газет, які належать міжнародній материнській компанії News Corp, включаючи Волл-стріт джорнел і Таймс.

## Історія
Перше видання The Australian було видане Рупертом Мердоком 15 липня 1964 року, ставши третьою національною газетою в Австралії після Daily Commercial News та Australian Financial Review. На відміну від інших оригінальних газет Мердока, це не таблоїдне видання. У ті часи всенаціональна газета вважалася поганою комерційною задумкою, оскільки газети здебільшого покладалися на місцеву рекламу як джерело своїх доходів. З моменту створення газета боролася за фінансову життєздатність і зазнавала збитків протягом декількох десятиліть.
У жовтні 2011 року The Australian оголосила, що планує стати першою національною газетою Австралії, яка запроваджує передоплату у розмірі $2,95 на тиждень за перегляд вмісту преміум-класу на своєму вебсайті, мобільних телефонах та планшетних застосунках.
У вересні 2017 року The Australian запустили китайську версію вебсайта.
У жовтні 2018 року стало відомо, що Кріс Доре, колишній редактор The Daily Telegraph, стане головним редактором видання.